# Deedra Irwin
Deedra Blu Irwin (* 27. Mai 1992 in Pulaski, Wisconsin) ist eine US-amerikanische Biathletin und ehemalige Skilangläuferin.

## Leben
Nach der High School besuchte Deedra Irwin die Michigan Technological University und erwarb dort einen Bachelorabschluss in Sportphysiologie, eine Trainerlizenz und studierte als Nebenfach Spanisch.

## Werdegang

### Langlauf
Bereits während ihrer Zeit an der High School war Deedra Irwin aktive Langläuferin und trat dem „Ashwaubenon Nordic Ski Team“ bei. Nach ihrer Zeit am College zog sie nach Ketchum im Bundesstaat Idaho um und bestritt für das „Sun Valley Ski Education Foundation's XC Gold Team“ Langlaufrennen.
Ihre größten Erfolge waren der Gesamtsieg beim Skimarathon Kangaroo Hoppet in Australien sowie der Gesamtsieg im klassischen Stil beim American Birkebeiner im Jahr 2016.

### Biathlon
Im Jahr 2017 wechselte Deedra Irwin, nachdem sie am „Talent ID Camp“ in Lake Placid teilgenommen hatte, zum Biathlon. Seitdem trainiert sie dort mit der US-amerikanischen Nationalmannschaft. Im folgenden Winter bestritt sie bereits ihre ersten Rennen im Rahmen des IBU-Cups 2017/18. In ihrem ersten Rennen, dem Einzelwettkampf der Biathlon-Europameisterschaften 2018 im italienischen Ridnaun, erreichte sie mit zehn Schießfehlern nur einen der letzten Plätze. Kurz darauf erreichte sie im Sprintrennen beim IBU-Cup in Martell als 37. zum ersten Mal die Punkteränge, im Verfolgungsrennen konnte sie sich auf den 20. Rang verbessern.
Nach dem Winter 2017/18 sicherte sie sich einen Platz im „USBA X-Team“, der Nachwuchs- und Entwicklungsmannschaft von US Biathlon in Lake Placid. Beim ersten IBU-Cup des Winters 2018/19 in Ridnaun wurde sie im Sprint 14. und daraufhin kurzfristig in die Weltcupmannschaft berufen, einen Tag nach dem Sprintrennen in Ridnaun bestritt sie ihr erstes Rennen im Weltcup. Beim Staffelrennen im österreichischen Hochfilzen startete sie als Schlussläuferin gemeinsam mit Joanne Reid, Susan Dunklee und Clare Egan. Nach einer Strafrunde durch Deedra Irwin belegte die US-amerikanische Mannschaft den 13. Platz. Sie verstärkte die Mannschaft erneut beim Staffelrennen im Januar 2019 in Ruhpolding, da die US-amerikanische Frauenmannschaft nur drei Startplätze im Weltcup zur Verfügung hatte, startete Irwin den Rest des Winters ausschließlich im zweitklassigen IBU-Cup. Sie nahm auch an den Biathlon-Europameisterschaften 2019 in Minsk teil, ein 47. Platz im Verfolgungsrennen war dort ihre beste Platzierung. Im Sommer absolvierte sie eine Grundausbildung bei der Vermont National Guard, weshalb sie sich nur eingeschränkt auf den Wettkampfwinter vorbereiten konnte. Sie konnte sich weder für die Mannschaft des Weltcups noch für die des IBU-Cups qualifizieren und startete deshalb im nordamerikanischen Biathlon NorAm-Cup. Bereits im Januar lief sie zwei Rennen im IBU-Cup in Brezno/Osrblie, nach einem sechsten Platz im verkürzten Einzelwettkampf bestritt sie in Ruhpolding ihr erstes Einzelrennen im Weltcup. Nach einem 79. Platz im Sprint erreichte sie mit der US-amerikanischen Damenstaffel den zehnten Rang und damit ihre erste Top-10-Platzierung im Weltcup.

## Statistiken

### Weltmeisterschaften
| Weltmeisterschaft | Weltmeisterschaft | Einzel | Sprint | Verfolgung | Massenstart | Staffel | Mixedstaffel | Single-Mixedstaffel |
| Jahr              | Ort               | Einzel | Sprint | Verfolgung | Massenstart | Staffel | Mixedstaffel | Single-Mixedstaffel |
| ----------------- | ----------------- | ------ | ------ | ---------- | ----------- | ------- | ------------ | ------------------- |
| 2021              | Pokljuka          | –      | 51.    | 45.        | –           | 13.     | –            | –                   |

### Weltcupplatzierungen
Die Tabelle zeigt alle Platzierungen (je nach Austragungsjahr einschließlich Olympische Spiele und Weltmeisterschaften).
- 1.–3. Platz: Anzahl der Podiumsplatzierungen
- Top 10: Anzahl der Platzierungen unter den ersten zehn (einschließlich Podium)
- Punkteränge: Anzahl der Platzierungen innerhalb der Punkteränge (einschließlich Podium und Top 10)
- Starts: Anzahl gelaufener Rennen in der jeweiligen Disziplin
- Staffel: inklusive Mixed- und Single-Mixed-Staffeln

| Platzierung              | Einzel | Sprint | Verfolgung | Massenstart | Staffel | Gesamt |
| ------------------------ | ------ | ------ | ---------- | ----------- | ------- | ------ |
| 1. Platz                 |        |        |            |             |         |        |
| 2. Platz                 |        |        |            |             |         |        |
| 3. Platz                 |        |        |            |             |         |        |
| Top 10                   |        |        |            |             | 3       | 3      |
| Punkteränge              |        | 2      |            |             | 11      | 13     |
| Starts                   | 2      | 15     | 4          |             | 11      | 32     |
| Stand: 31. Dezember 2021 |        |        |            |             |         |        |